# Svensk antimilitarism
Svensk antimilitarism har funnits organiserad sedan 1883 och antimilitarismen blev under 1900-talet en större rörelse i Sverige liksom i världen.

## Svenska freds- och skiljedomsföreningen

knäckt gevär, populär fredssymbol.

2 april 1883 bildades svenska freds- och skiljedomsföreningen (”Svenska freds”) av den liberala riksdagsledamoten Klas Pontus Arnoldsson. Klas var även den första svensken som tilldelades Nobels fredspris (1908). Svenska freds bildades som en motreaktion mot ett förslag på ökade försvarskostnader från 42 riksdagsledamöter. Föreningen bildades mot upprustning och krig, samt rätten till vapenfri tjänst. En tidig framgång för föreningen var att Svenska freds år 1905 var med och bildade opinion för att stoppa ett krig mellan Sverige och Norge vid unionsupplösningen. Föreningens huvudsakliga syfte sades bland annat vara att ”framkalla och leda en upplyst allmän mening till förmån för krigets avskaffande” samt att ”förena fredsvännerna i alla land”. Föreningen sade sig vara fri från både religionsbekännelse och partipolitisk tillhörighet men en klar majoritet av riksdagsmännen som engagerade sig i föreningen tillhörde den liberala och frihetliga vänstern. Kända medlemmar de första åren var K P Arnoldsson, Hjalmar Branting och August Strindberg. Föreningens inriktning framgår i de allmänna grundsatser som lades fast i föreningens program 1944.

”Här framträder ett tydligt pacifistiskt budskap med kristen förankring: Kriget står i oförsonlig motsats till broderskapets idé, kristen tro och evangelisk anda och är ett brott mot humanitet och kultur. Kriget och militärsystemet förgiftar det allmänna rättsmedvetandet genom skapandet av en våldsmoral, som tvingar människor att låta använda sig som verktyg för död och förstörelse.” 

### Ungdomens fredsförbund och Säkerhetspolisen
I anslutning till grundsatserna innehöll föreningens program punkter om militärtjänstens avskaffande, avrustning över hela världen samt obligatorisk skiljedom vid mellanstatliga konflikter. 
Mot slutet av 1940-talet började föreningen uppmärksammas av Säkerhetspolisen, enligt Säpo självt på grund av kalla krigets ökade hotbild och misstankar kring att förbundet kanske var kryptokommunistiskt. Dock var det inte själva Svenska freds- och skiljedomsföreningen som Säpo ägnade sin tid åt att övervaka utan snarare föreningens ungdomsförbund Ungdomens fredsförbund. Säkerhetspolisen intresserade sig mest för en person som i deras rapporter omtalas som K. K var enligt dem själva den huvudsakliga anledningen till att Säpo började övervaka ungdomsförbundet 1948. Säpo uppger att de försökt ringa den kommunistiska tidningen Stormklockans redaktion för att på något sätt närmare utreda K men att detta inte gett något resultat. Stormklockans redaktionssekreterare Lalander uppgav att Ungdomens fredsförbunds ordförande var Bror Edberg och att han aldrig hade hört talas om K. Säpo valde sedan att ringa SSU. När SSU blev uppringt av Säpo svarade en funktionär på förbundet att SSU inte hade några ”intima förbindelser med förbundet i fråga” och att hon inte kunde svara på var Ungdomens fredsförbund hörde hemma politiskt. Efter detta valde Säpo att ringa Näringslivets granskningsnämnd. Näringslivets granskningsnämnd hade några år tidigare inrättats för att underlätta för näringslivet att ta ställning till olika insamlingar för ideella ändamål. När Säpo frågade direktör Frick om Ungdomens fredsförbund kunde han enligt dem svara att han haft med dem att göra i samband med försäljningen av ett fredsmärke år 1945. Frick uppgav också att han anmält dem till kriminalpolisen utan något som helst resultat. Frick kunde själv inte heller uppge vad Ungdomens fredsförbund hade för politisk inriktning. Frick uppgav dock, på ett relativt oklart sätt, att han trodde de samarbetade med andra organisationer och att han trodde att de var Svenska freds- och skiljedomsföreningens ungdomsförbund. Efter detta var Ungdomens fredsförbund inte av intresse förrän i mars 1949. Detta återupplivade intresse föranleddes av att UD fått en förfrågan från fredsförbundet angående att detta ville distribuera olika meddelanden till olika ambassader runt om i världen. När UD senare frågade polisen om detta hade mannen som handlade frågan, Otto Danielsson, svårt att besvara frågan. I registret rörande denna fråga påträffades bara ett litet klipp från tidningen Arbetaren från april 1948. Otto Danielsson kontaktade även kommissarie Lönn, som var mannen som ansvarade för säkerhetsarbete och övervakning av svenska kommunister, och man drog sedan slutsatsen att Ungdomens fredsförbund inte var en kryptokommunistisk organisation, som man tidigare misstänkt.

## Antimilitarism inom svensk vänsterextremism
Eftersom antimillitarismen som ideologi ofta associeras med socialistiska och kommunistiska analyser av det militärindustriella komplexet och imperialism så utgörs många av de svenska antimilitaristiska rörelserna just därför av organisationer långt ut på den svenska vänsterkanten. Som starkast var den svenska socialistiska antimilitarismen under 1960- och 1970-talet.

### Ungsocialisterna
Ungsocialisterna, även kända som unghinkarna, arbetade mycket tidigt med antimilitaristisk propaganda. Antimilitaristiska budskap prydde ofta Ungsocialisternas pamfletter, banderoller och affischer. En av de centrala frågorna Ungsocialisterna organiserades kring var frågan om värnplikt och kapprustning efter att den allmänna värnplikten infördes 1901. Ungsocialisterna hade den klassiskt socialistiska analysen att arbetare i olika länder har gemensamt med varandra än med borgarklassen i sina egna länder. Ungsocialisterna drev den politiska frågan att arbetare bör gå ut i generalstrejk ifall det blev krig. Man spred antimilitaristisk propaganda på olika regementen, bedrev aktioner då man gick med stora röda fanor när de kallades till mönstring och fyllde sin egen tidning Brand med krigskritiska dikter och texter. En del Ungsocialister arresterades för värnpliktsvägran eller för att ha uppmuntrat till värnpliktsvägran. Många menar också att Ungsocialisterna hade en betydande roll i att stoppa kriget med Norge vid unionsupplösningen 1905. Den svenska Ungsocialisten och anarkisten Axel Holmström dömdes även 1906 till fängelse på grund av en rad antimilitaristiska uttalanden.

### Sveriges Arbetares Centralorganisation

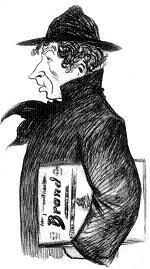
Illustration av anarkisten och antimilitaristen Axel Holmström.

Redan 1921 skrev författaren Carl Johan Björklund i tidningen Dalasyndikalisten, Sveriges Arbetares Centralorganisation internteoretiska organ, en text vid namn ”Revolutionär antimilitarism. - Direkt aktion mot krigshydran.” där Carl Johan propagerade för en revolutionär antimilitarism och kritiserade det han själv kallade den borgerliga pacifismen och socialdemokratins motstånd mot krig. Carl Johan presenterade tesen att det militärindustriella komplexet var beroende av kapitalismen och kapitalismen var beroende av det militärindustriella komplexet. Således tyckte Carl Johan att revolutionär antimilitarism var den enda vägen mot ett kommunistiskt samhälle. År 1979 bildades vid SAC:s 21:a kongress en antimilitaristisk kommitté och under 1980-talet intresserade just denna verksamhet säkerhetspolisen. 1982 övervakade sektionen i Kalmar en aktion kallad ”cykla i Owen Wilkes fotspår på Öland”. Cykelturen arrangerades av den antimilitaristiska kommittén inom SAC och syftade inte till att begå brott utan till att påvisa att domen mot fredsforskaren Owen Wilkes var orimlig. Övervakningen syftade främst till att identifiera deltagarna. Även 1983 och 1985 övervakade säkerhetspolisen antimilitaristisk verksamhet inom SAC. I början av 1990-talet konstaterade Säpo att SAC som organisation under senare år uppträtt ”återhållsamt och knappast mer revolutionärt än den reformistiska fackföreningsrörelsen”. Någon uppföljning av organisationen hade därför inte bedömts nödvändig. Under 1990-talet utfördes heller ingen övervakning av SAC:s verksamhet. I den mån uppgifter kom in från olika källor placerades dessa dock i SAC:s akt. År 2000 övervakades SAC:s första majdemonstration i Stockholm. Framför allt synes Säpo vid detta tillfälle noterat medverkan från personer inom den anarkistiska/autonoma rörelsen. Intresset kring SAC har på senare tid varit knutet till organisationens eventuella medverkan i utomparlamentariska aktioner i anslutning till Sveriges ordförandeskap i EU. I pamfletten ”Antimilitarism” som släpptes 1988 av SAC:s antimilitaristiska kommitté tydliggörs fackförbundets ställning gentemot krig och försvarsmakten. I denna text propagerar SAC för politiska strategier såsom civil olydnad, civilmotstånd, fredsarbete i Tredje världen och värnpliktsvägran. SAC redogör även i denna text vad de tycker är rustningens orsaker, och kritiserar det militärindustriella komplexet. SAC bildar även en totalvägrarfond, som uppmärksammas i pamfletten, där folk som vägrat göra värnplikt kunde låna pengar för att betala böter samt betala för rättegångskostnader.

### Sveriges Syndikalistiska Ungdomsförbund
Sveriges syndikalistiska ungdomsförbund (SUF) var SAC:s ungdomsförbund mellan åren 1930 och 1950. Under slutet av 1930-talet och till stor del in på 1940-talet var andra världskriget och det spanska inbördeskriget de två viktigaste frågorna för ungdomsförbundet. Diskussionen kring huruvida medlemmar i SUF borde åka till Spanien för att ta till vapen mot fascister var på tapeten länge, speciellt när många inom organisationen tyckte att denna handling skulle strida mot Ungdomsförbundets antimilitaristiska principer. Många medlemmar tog dock beslutet att göra militärtjänst då man såg den väpnade kampen mot fascism som en väpnad kamp för fred i grunden. Man menade att det våld man brukade mot fascisterna inte var någonting jämfört med det våldet som kunder brukas ifall fascisterna vann. I samband med andra världskriget jobbade SUF även flitigt med antinazistisk propaganda. Man angrep nazistlokaler i Stockholm genom att fullständigt täcka dem i affischer och klister, man kastade ruttna apelsiner på tyska och spanska ambassader för att kritisera kriget och en gång blåste man nyspulver över hela publiken på ett öppet nazistmöte.

### FNL-grupperna
Under Vietnamkriget var FNL den nationella gerillan i Sydvietnam. I Sverige växte en antimillitaristisk Vietnamrörelse snabbt fram under 1960- och 1970-talet. I spetsen gick DFFG (De förenade FNL-grupperna), som gav ut tidningen Vietnambulletinen och samlade in pengar till FNL genom exempelvis bössinsamlingar. DFFG ordnade ett stort antal olika bokcirklar om Vietnam och Imperialism och öppma möten. Man hade även sånggrupper inom organisationen som arbetade flitigt med att släppa skivor fyllda med musik som spred budskap som gick i linje med organisationens politiska vilja. När kriget utvidgades till att också omfatta Laos och Kambodja breddade också DFFG sin plattform till att gälla hela Indokina. De förenade FNL grupperna var uppbyggd efter enhetsfrontsprincipen: alla var välkomna, så länge de stödde plattformen. Plattformen grundade sig i ett krav att USA skulle lämna Vietnam, och senare hela Indokina. Det som skilde DFFG från andra mer pacifistiska grupper var parollen ”Vietnams folk på dess egna villkor”, istället för slagordet många andra grupper använde som var ”fred i Vietnam”. Parollen stöd till ”Vietnams folk på dess egna villkor” innebar att DFFG accepterade att FNL, om de så ville, kunde använda pengar som samlats in även till att köpa vapen. Såväl 1968, 1970 och 1971 försökte många medlemmar och utomparlamentariska kommunistiska organisationer genomdriva att DFFG skulle ha en vidare målsättning än de tre parollerna ”USA UT UR VIETNAM, STÖD VIETNAMS FOLK PÅ DESS EGNA VILLKOR samt BEKÄMPA USA-IMPERIALISMEN”.

### Svenska fredskommiteen
Svenska fredskommittén är en organisation som huvudsakligen säger sig kämpa för fred, nedrustning och antirasism. En av de viktigaste frågorna som Svenska Fredskommitén driver är opinionsbildning för kärnvapensnedrustning och mot en militarisering av rymden. Kommittén bedriver också solidaritetsprojekt i Ryssland och Latinamerika. Svenska Fredskommitténs relationer med Sveriges kommunistiska parti föranledde Säkerhetspolisen att övervaka organisationen mellan 1949 och slutet av 1970-talet. Efter att Vänsterpartiet kommunisterna splittrats år 1977 misstänkte Säpo att Svenska fredskommittén möjligtvis kunde stå under inflytande av det nybildade Arbetarpartiet kommunisterna, och att det ur en säkerhetssynpunkt var suspekt att kommittén hade nära relationer med sovjetisk ambassadpersonal. Säpo övervakade därför Svenska Fredskommittén aktivt från 1949 till slutet av 1970-talet. De åtgärder som vidtogs var bland annat bruket av registrering av medlemmar, prenumeranter och konferensdeltagarer, betalda informatörer, telefonavlyssning, övervakning av organisationens lokaler, deltagande i möten, fotografering av protokoll, och en kartläggning av en av organisationens ledares lägenhet. I en statlig utredning från 2002 bedömdes det att den hotbild som Säkerhetspolisen uppfattade vad gäller Svenska fredskommitténs hade präglats av en hög grad av realism fram till 1960-talet, men att det var mer osäkert vad gäller kommitténs arbete under 1970-talet och därefter

### KFML(r)
Kommunistiska Förbundet Marxist-Leninisterna (revolutionärerna) arbetade mycket med antimilitarism under 1960- och 1970-talet i Sverige. KFML(r) arbetade med det de kallade soldatarbete, vilket i stor utsträckning gick ut på att infiltrera försvarsmakten och uppmana sina medlemmar att ta värnplikt. Detta engagemang var inte en klassisk antimilitaristisk sabotagearbete där man förstörde för försvarsmakten eller t.ex. stal vapen. KFML(r) arbetade snarare med ett organisations- och agitationsarbete inom försvarsmakten. KFML(r) jobbar mycket under denna tid med att kartlägga de olika förbandens förmåga, då de själva hävdade att det skulle kunna vara till hjälp när ”revolutionen” kommer. Även om KFML(r) inte arbetade med fysisk sabotage, uppmanade dem sina medlemmar i försvarsmakten att aktivt delta i ett demoraliserande arbete där man spred socialistiska och antinationalistiska idéer till andra unga män i försvarsmakten. Detta både för att värva medlemmar till partiet men även försvaga försvarsmakten inifrån, då man såg försvarsmakten som en borgerlig institution som inte bara arbetade med att skydda den svenska statens intressen utan även den svenska borgarklassens intressen. Säpo förstod snabbt hur KFML (r):s soldatarbete såg ut då de haft tillgång till alla KFML(r)s interna agiteringsorgan och interna skrifter. Säpo och Polisen försökte fälla en del värnpliktiga kommunister för sabotage inom armen men bevisen man lyfte fram var avskruvade muttrar och tömda däck, vilket man senare kommer fram till i störst utsträckning lika gärna skulle kunna varit olyckshändelser

#### Kommunistiska partiet och RKU idag
Kommunistiska partiet i Sverige har år 2021 börjat driva en kampanj mot Sveriges medlemskap i Nato. I samband med denna släpptes en rad Nato-kritiska artiklar på sin hemsida bland annat artiklarna: ”Nej till krig! Nej till NATO!”, ”Krispropaganda för NATO-anslutning” och ”20 anledningar Sverige inte bör gå med i NATO”. Kommunistiska partiets ungdomsförbund, Revolutionär Kommunistisk Ungdom (RKU) formulerade även ett uttalande under sin fjortonde kongress år 2020 ett officiellt uttalande med titeln ”Nej till Nato!”, i detta uttalande lyfter man kritik mot att Nato stött motståndsrörelser i Syrien ”i imperialismens namn”, att Nato hotat med militär intervention i Venezuela. Man lyfter även tesen att Nato endast används som ett verktyg att sprida USA:s intressen med våld på den globala ekonomiska och politiska arenan samt att USA och Nato ”inte bryr sig om mänskligt lidande eller brott mot mänskliga rättigheter”. Året efter publicerade RKU ett uttalande vid namn ”Krossa Imperialismen!” där ungdomsförbundet i allmänhet kritiserar upprustning USA och EU. Man är i texten även starkt kritisk mot Socialdemokraterna och Vänsterpartiet då man menar att de inte varit hårda nog mot imperialistiska tendenser. RKU har på senare tid även omgående börjat hålla många torgmöten och demonstrationer mot NATO där skyltar och banderoller ofta pryds av slagord såsom ”Krossa NATO!”och ”NATO ut ur sverige!”. På dessa torgmöten och demonstrationer har medlemmar i RKU även hållit offentliga tal där man genomgående kritiserat imperialism och militarism, men framförallt Nato och USA.

## Svenska Vietnamkommittén
Svenska Vietnamkommittén bildades 1965 med ett huvudsakligt syfte att arbeta för fred i Vietnam. Per Anders Fogelström var med i bildandet av kommittén. Under parollen ”Fred i Vietnam” arbetade organisationen huvudsakligen via humanitära aktioner med hjälp av Röda Korset, Lutherhjälpen och Rädda Barnen. Tidigt uppstod det intressekonflikter mellan Svenska Vietnamkommittén och FNL-grupperna då man inom Svenska Vietnamkommittén inte nödvändigtvis visade stöd för FNL, utan man önskade bara att kriget skulle upphöra. Man mottog även mycket kritik från den socialistiska organisationen Clarté, som menade att man genom att inte direkt stödja FNL var på den amerikanska imperialismens sida. En av Vietnamkommitténs medlemmar vid namn Bertil Svahnström besvarade denna kritik i tidningen Freden då han menade att tanken att FNL militärt skulle kunna vinna över USA var verklighetsfrånvänd. År 1966 startade kommittén ett insamlingsarbete som stöddes av alla fem riksdagspartier och stora delar av näringslivet..

## Andra svenska initiativ med antimilitarism i fokus
- Plogbillsrörelsen
- Kristna Fredsrörelsen